# Æ
Æ, æは、ラテン文字のひとつ。A と E の合字である。

## 歴史

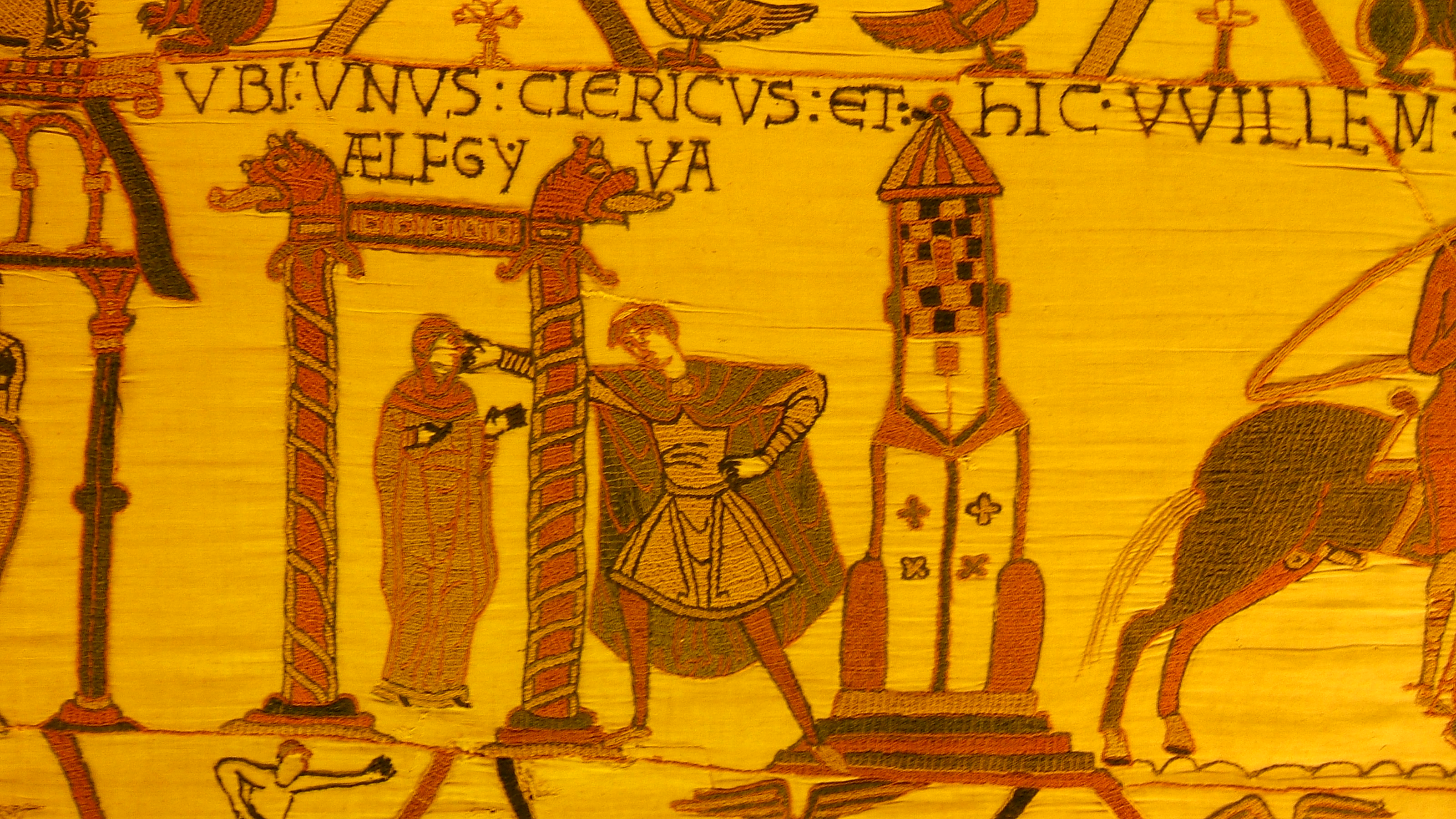
バイユーのタペストリーより。登場人物の名が ÆLFGYVA と読み取れる。

古典ラテン語には二重母音 ae があったが、紀元前からすでに単一の母音になる傾向が見られ、後期ラテン語になると単母音 [ɛː] と発音されることが一般的になった。
古典期においても現代においてもラテン語の「ae」は2文字として分けて綴られるが、中世ヨーロッパにおいては単母音化した ae を合字 æ で表記することが行われ、現在でも合字が使われることがある（例: curriculum vitæ 「履歴書」）。この文字はゲルマン語の広めの前舌母音を表記するためにも利用された。

## 各言語における用法
デンマーク語、ノルウェー語、アイスランド語、フェロー語
アルファベットの27番目（フェロー語では28番目、アイスランド語では31番目）の文字として使用する。
デンマーク語では [ɛ] を表す。ノルウェー語では [æ] または [e] を表す。アイスランド語では二重母音 [ai] を表す。フェロー語では [a]、[ɛ]、[ɛa] などを表す。
なお、スウェーデン語ではこの字は用いず、かわりに ä を使用する。
古英語
æ で母音 [æ] を表す。字母の名前は ash であるが、これはアングロサクソン・ルーン文字以来の伝統的な呼び名である。
英語
原則として使用しない。ブリタニカ百科事典 (Encyclopædia Britannica) では使用しているが、これは商品名として特殊な書き方がされているものである。
フランス語
ラテン語からの借用語（またはラテン化したギリシア語）のうち、[e] と発音される ae は æ と綴られる。使用頻度は低い。単に e または é と書かれることもある（例: et cætera = et cetera, præsidium = présidium）。

## 音声記号
国際音声記号（IPA）で [æ] は「非円唇前舌狭めの広母音」を表す。

## コンピュータ
Æ と æ はいずれも ISO/IEC 8859-1 で定義されている。JIS X 0213 でも定義されている。
入力する場合、
- Windows の US-International キーボードでは AltGr-z で入力できる。
- macOS ではキーボードの種類にかかわらず Option-' （アポストロフィ）で入力できる。
- スマートフォンでは a を長押しして出るメニューの中に æ が存在する。

Unicode では以下のように定義されている。
| 大文字 | Unicode | JIS X 0213 | 文字参照              | 小文字 | Unicode | JIS X 0213 | 文字参照              | 備考 |
| ------ | ------- | ---------- | --------------------- | ------ | ------- | ---------- | --------------------- | ---- |
| Æ      | U+00C6  | 1-9-29     | &AElig; &#xC6; &#198; | æ      | U+00E6  | 1-9-60     | &aelig; &#xE6; &#230; |      |